# Tổng tuyển cử Thái Lan 2007
Tổng tuyển cử tại Thái Lan năm 2007 diễn ra vào ngày 23 tháng 12 để bầu chọn 480 đại biểu quốc hội trong hơn 5.000 ứng cử viên (thuộc 39 đảng chính trị cũng như các ứng cử viên độc lập) . Đây là cuộc bầu cử lập pháp đầu tiên kể từ khi xảy ra đảo chính lật đổ Chính phủ do người dân Thái Lan bầu lên (do ông Thaksin Shinawatra làm Thủ tướng) và Hội đồng An ninh Quốc gia quyết định tạm ngừng hiệu lực của Hiến pháp ngày 19 tháng 9 năm 2006.
Theo luật bầu cử, các cử tri (khoảng 40 triệu) sẽ bầu trực tiếp 400 ghế quốc hội, 80 ghế còn lại sẽ phân bổ cho các đảng theo tỷ lệ phiếu bầu.
Trong cuộc bầu cử lần này, Đảng Người Thái yêu người Thái (của cựu Thủ tướng Thaksin Shinawatra) không được phép tham dự. Nhưng nhiều thành viên của đảng này đã thành lập Đảng Sức mạnh Nhân dân (Palang Prachachon, PPP)

## Kết quả
| Đảng                                         | Bầu trực tiếp | Bầu trực tiếp | Bầu trực tiếp | Bầu theo đảng | Bầu theo đảng | Bầu theo đảng | Tổng |
| Đảng                                         | Số phiếu      | %             | Số ghế        | Số phiếu      | %             | Số ghế        | Tổng |
| -------------------------------------------- | ------------- | ------------- | ------------- | ------------- | ------------- | ------------- | ---- |
| Đảng Sức mạnh Nhân dân                       | 26.293.456    | 36,63         | 198           | 14.071.799    | 39,60         | 34            | 232  |
| Đảng Dân chủ                                 | 21.745.696    | 30,30         | 132           | 14.084.265    | 39,63         | 33            | 165  |
| Đảng Quốc gia Thái Lan(Chart Thai)           | 6.363.475     | 8,87          | 33            | 1.545.282     | 4,35          | 4             | 37   |
| Vì Đất mẹ                                    | 6.599.422     | 9,19          | 18            | 1.981.021     | 5,57          | 7             | 25   |
| Đảng Phát triển Quốc gia Thống nhất Thái Lan | 3.395.197     | 4,73          | 8             | 948.544       | 2,67          | 1             | 9    |
| Đảng Dân chủ Trung lập                       | 3.844.673     | 5,36          | 7             | 528.464       | 1,49          | 0             | 7    |
| Đảng Nhân dân Hoàng gia                      | 1.632.795     | 2,27          | 4             | 750.158       | 2,11          | 1             | 5    |
| Các đảng khác                                | 1.897.953     | 2,64          | —             | 1.626.234     | 4,58          | —             | 0    |
| Số phiếu không hợp lệ                        | 71.772.667    | 100           | 400           | 35.535.767    | 100           | 80            | 480  |
| Không bỏ phiếu                               |               |               |               | 906.216       | 2,32          |               |      |
| Số phiếu không hợp lệ                        | 2.539.429     | 6,51          |               |               |               |               |      |
| Tổng cộng                                    | 38.981.412    | 85,38         |               |               |               |               |      |
| Nguồn: The Nation                            |               |               |               |               |               |               |      |